# 匈牙利天主教教区列表

匈牙利天主教教省

羅馬天主教在匈牙利共設有五個教省（其中一個為東方禮教省），每個教省設一位總主教。這些教省進一步分為十個教區、五個總教區，由主教或總主教管理。這十五個教區和總教區成組匈牙利主教團。天主教在匈牙利設有以下教區：

## 艾斯特根-布达佩斯教省

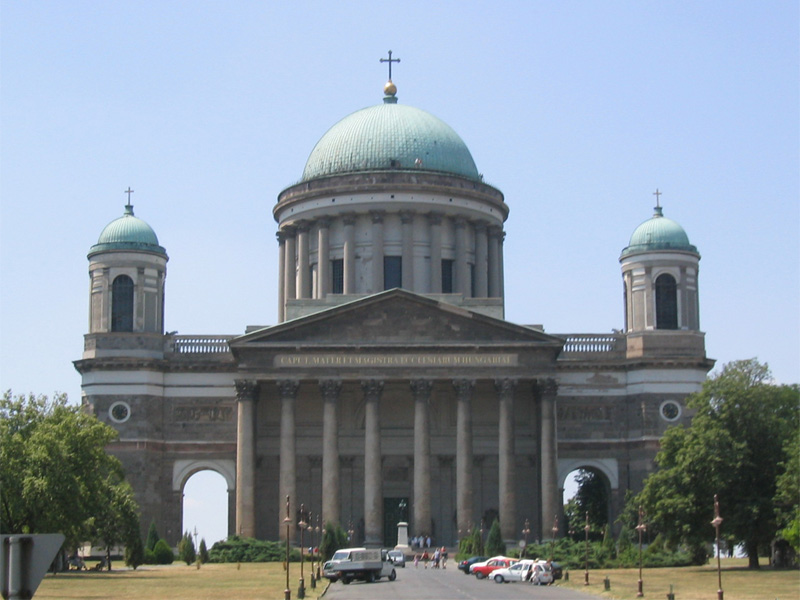
艾斯特根大殿

- 天主教艾斯特根-布达佩斯总教区
  - 天主教杰尔教区
  - 天主教塞克什白堡教区

## 埃格尔教省

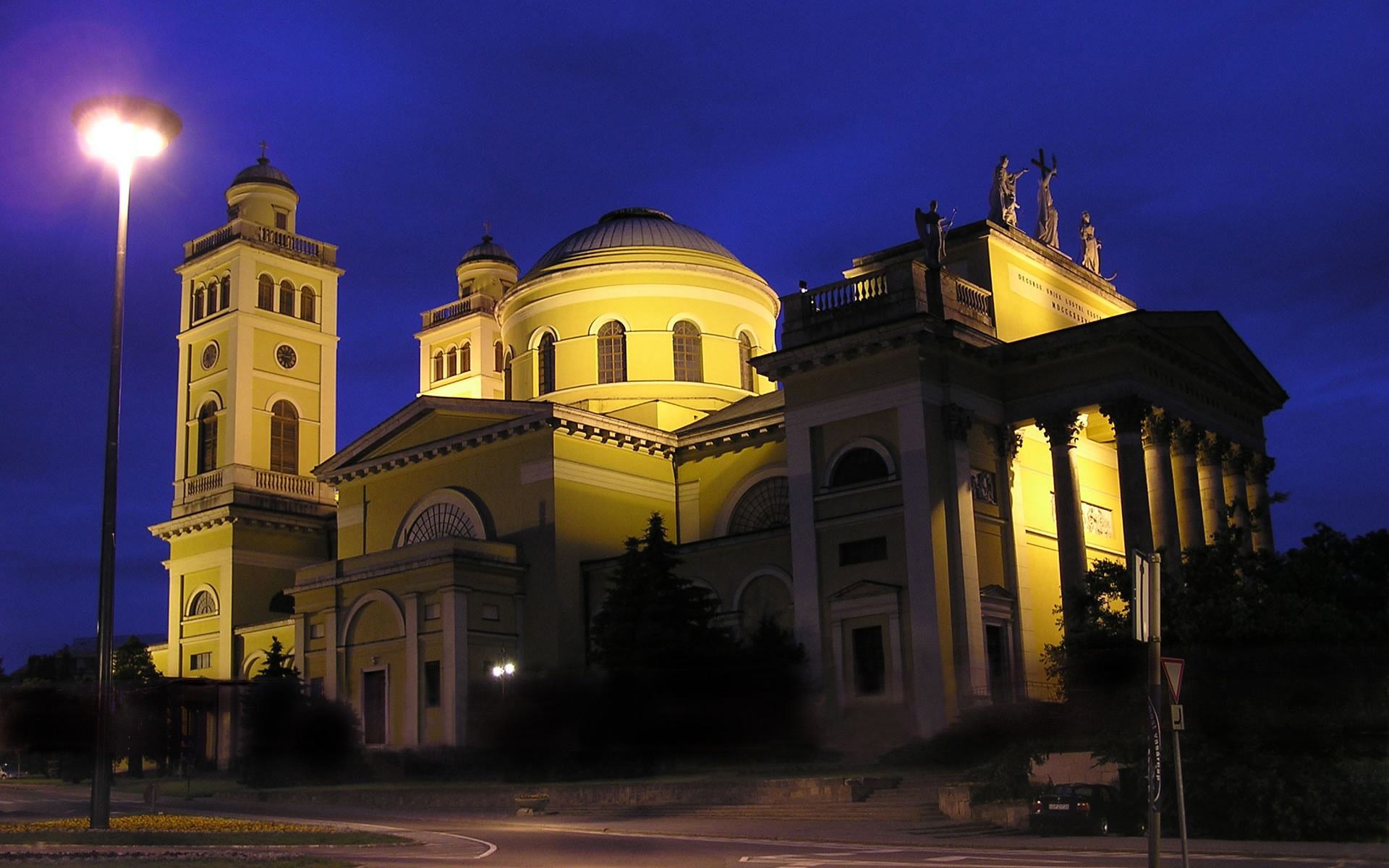
聖若望、聖彌額爾暨聖母無原罪聖殿總主教座堂

- 天主教埃格尔总教区
  - 天主教德布勒森–尼賴吉哈佐教區
  - 天主教瓦茨教区

## 考洛乔-凯奇凯梅特教省
- 天主教考洛乔-凯奇凯梅特总教区
  - 天主教佩奇教区
  - 天主教塞格德–喬納德教區

## 维斯普雷姆教省
- 天主教维斯普雷姆总教区
  - 天主教考波什堡教区
  - 天主教松博特海伊教区

## 豪伊杜多羅格教省（東方禮）
- 匈牙利希臘禮天主教豪伊杜多羅格總教區
  - 匈牙利希臘禮天主教米什科爾茨宗座代牧區
  - 匈牙利希臘禮天主教尼賴吉哈佐教區